# فري آرتوس
فري أر.تيه.أو.إس (بالإنجليزية: FreeRTOS)‏ هو أحد أنظمة تشغيل الوقت الحقيقي مفتوحة المصدر المصممة للعمل على الأنظمة المضمنة.
FreeRTOS متوفر للاستخدام المجاني سواء بصورة تعليمية أو تجارية. كما يوجد منه نسخة مخصصة للأنظمة ذات الموثوقية العالية (مثل الأجهزة الطبية أو التطبيقات العسكرية) ويسمى SAFE-RTOS مع العلم أن هذه النسخة مدفوعة وليست مجانية.

## المنصات التي يعمل عليها النظام
يدعم هذا النظام العديد من المُتحكِمات الدقيقة فيمكن تشغيله على معالجات دقيقة مبنية على:
- ARM
- Atmel AVR
- PIC
- PowerPC
- x86

والعديد من المعماريات الأخرى.

## مميزات النظام
- حجم صغير يستهلك أقل من 4 إلى 9 كيلو بايت من ذاكرة الـ ROM مما يجعله مناسب لمعظم المُتحكِمات الدقيقة (تذكر أن ATmega16 يمتلك 16 كيلوبايت من الذاكرة بينما يمتلك ATmega32 نحو 32 كيلوبايت).
- توفير مجموعة من المكتبات البرمجية الجاهزة للتعامل مع أنظمة الملفات FAT والـ storage media مثل بطاقات الذاكرة
- مدمج معه مكتبات خاصة لتسهيل معالجة البيانات القادمة من وإلى شبكات الحاسب الآلي عبر بروتوكول TCP/IP أو UDP مما يجعله نظام مناسب لتطبيقات إنترنت الأشياء IoT والتحكم عن بعد

## روابط خارجية
- الموقع الرسمي
- كتاب: تعلم AVR ببساطة Simply AVR (الفصل الحادي عشر - أنظمة الوقت الحقيقي)